# 泰尔菲伦
泰尔菲伦（荷蘭語：Tervuren，荷蘭語發音：[tɛrˈvyːrə(n)] ⓘ）是比利时弗拉芒大區弗拉芒布拉班特省魯汶區的一个市镇，西与布鲁塞尔首都大区接壤，面积32.92平方千米，人口22,248人（2018年1月1日）。泰尔菲伦是弗拉芒社群的一部分，官方语言与当地多数居民使用的语言为荷蘭語，不过当地有一定数量的法语人口，但泰尔菲伦并不是一个语言便利市镇，市政部门不为法语人士提供语言便利。